# Piezodorus lituratus
Piezodorus lituratus je vrsta stenice iz družine ščitastih stenic, razširjena po večjem delu Evrope, Zahodne Azije in Severne Afrike.
Odrasli so ovalne oblike, v dolžino dosežejo 10 do 12 mm. Osebki, ki odrastejo avgusta ali septembra, so delno zeleno obarvani, otrdeli deli sprednjega para kril in zadnja polovica ščitka pa so rdečkasti. Rdečkasta so tudi očesca in tipalnice. Pred zimsko hibernacijo potemnijo, ob začetku naslednje sezone pa so svetlo zeleni. Zgornja površina zadka, ki jo prekrivajo krila, je pri vseh osebkih črna. Ne glede na obarvanost je z vrha opazna tudi svetlejša, rumenkasto-zelena obroba telesa. Ličinke imajo črno glavo in oprsje ter zelen ali rdečkast zadek.
Stenica je rastlinojeda, prehranjuje se z raznimi metuljnicami, kot so hrgovec (Ulex europaeus), metla (rod Sarothamnus), detelja (Trifolium) in volčji bob (Lupinus). Zlasti v začetku sezone, ko so odrasli svetlo zeleno obarvani, so zelo podobni zelenim listnim stenicam, od katerih jih je možno ločiti po občutno krajši glavi.